# Fagerhult (Västergötland)
Fagerhult is een plaats in de gemeente Habo in het landschap Västergötland en de provincie Jönköpings län in Zweden. De plaats heeft 317 inwoners (2005) en een oppervlakte van 76 hectare.